# Pathfinder (ruimteveer)

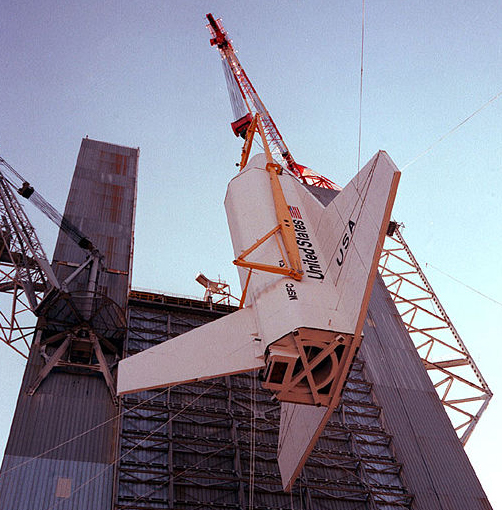
De Pathfinder als pathfinder om te oefenen met het plaatsen van een Space Shuttle in een testinstallatie bij de NASA’s Michoud-fabriek en -testfacilliteit

De Pathfinder was gebouwd als een stalen constructie met ruwweg de afmetingen, gewicht en vorm van een spaceshuttle. Hij werd in 1977 gebouwd in het Marshall Space Flight Center en was bedoeld om het transport en hanteren van de spaceshuttles te testen in het Kennedy Space Center. Na de testperiode keerde de Pathfinder terug naar het Marshall Space Flight Center en werd daar opgeslagen.
Jaren later bood een groep van Japanse zakenlui aan om de Pathfinder voor 1 miljoen US dollar te verbouwen en hem zodoende meer op een echte spaceshuttle te laten lijken. Hij werd gebruikt voor de "Great Space Shuttle Exposition" in Tokio, Japan. Na deze tentoonstelling keerde de Pathfinder terug naar het Marshall Space Flight Center.
De Pathfinder is nu permanent tentoongesteld in het Alabama Space and Rocket Center in Huntsville, Alabama (Verenigde Staten). 
In 2021 werd aangevangen met een restauratie van de Pathfinder waarbij de boosters een nieuwe weerbestendige laag kregen, en de externe tank van nieuw isolatieschuim werd voorzien. De Pathfinder zelf werd tot op het frame gestript en krijgt anno april 2024 een nieuwe 3D-geprinte weerbestendiger beplating. Ook de sokkel wordt gerestaureerd.

## Trivia
- De Boosters die bij de Pathfinder zijn tentoongesteld zijn van het lichtere type dat voor de geannuleerde lanceringen vanaf Vandenberg Air Force Base was bedoeld. Deze zijn uit koolstofvezel vervaardigd en zijn samen met spaceshuttle Enterprise gebruikt voor de matingtest op lanceerplatform SLC-6.
- De externe tank was een testartikel dat is gebruikt om onderdelen van de tankinstallatie voor de spaceshuttle te testen.
- De naam "Pathfinder" werd  rond 2017 ook gebruikt voor het stalen prototype van het Space Launch System dat NASA bouwde om een deel van de systemen voor vervoer, assemblage en het lanceerplatform op het Kennedy Space Center te testen. Constructies met de juiste vorm om grondsystemen van raketten te testen wordt in het Engels vaak met de term pathfinder hardware aangeduid.

## Afbeeldingen

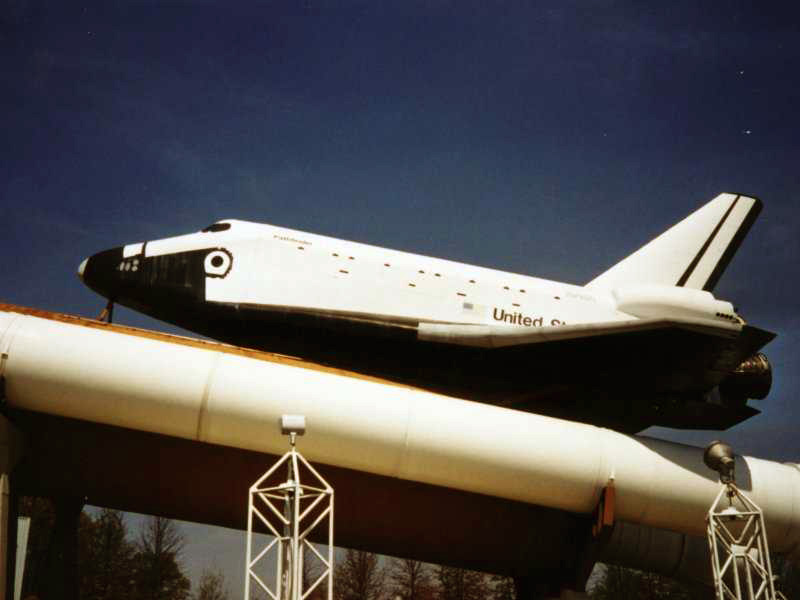
Pathfinder in het Alabama Space and Rocket Center